# Jesús Velasco Echave
Jesús Velasco Echave (1878-1944) va ser un militar espanyol que va participar en la Guerra civil espanyola. Durant la contesa va arribar a manar diverses unitats al Front de Terol. Exiliat a França, seria detingut pels nazis i deportat al camp de concentració de Dachau, on va morir en pèssimes condicions.

## Biografia
Va néixer el 7 de febrer de 1878 a Madrid, en el si d'una família d'ascendència militar.
Va ingressar en l'Exèrcit en 1984, realitzant estudis en l'Acadèmia d'Infanteria de Toledo —de la qual arribaria a ser docent. Va prendre part en les campanyes de Cuba i Àfrica. En el pla personal, era un home de profundes conviccions catòliques. El juliol del 1936 ostentava el rang de coronel, estant al comandament del Regiment d'Infanteria «Otumba» núm. 9, amb seu a València.
Després de l'esclat de la Guerra civil es va mantenir fidel a la Segona República. En els primers mesos de la contesa va arribar a estar al capdavant de diverses columnes milicianes, com la «Torres-Benedito» i la «Ibèria», que van operar el front de Terol. El 15 de novembre de 1936 el govern el va nomenar comandant del Front de Terol, amb la missió de conducta a la militarització de les diverses milícies que actuaven en aquest sector. L'abril del 1937 va passar a manar l'acabat de crear «Exèrcit d'operacions de Terol», i al juny va ser nomenat comandant del XIII Cos d'Exèrcit. Posteriorment va passar a manar l'Agrupació nord de la Defensa de Costes —composta per les brigades 81a, 135a i 151a, a més d'una brigada i un regiment de cavalleria. El 24 de gener de 1939 va assumir el càrrec de comandant militar de Barcelona. No obstant això, no va poder organitzar la defensa de la ciutat davant de l'ofensiva franquista, que va conquistar la ciutat dos dies més tard.
Després de la caiguda de Catalunya va passar a França al costat d'altres militars i civils espanyols, i fou internat en un camp de concentració de Arièja. En 1944, en plena Segona Guerra Mundial, va ser detingut per la Gestapo i deportat al camp de concentració de Dachau al costat d'altres espanyols republicans. Molt malalt i en pèssimes condicions físiques, Velasco Echave hi hauria mort poc després de la seva arribada al camp de concentració.